# Moisés Caicedo
Moisés Isaac Caicedo Corozo (* 2. listopadu 2001 Santo Domingo) je ekvádorský profesionální fotbalista, který hraje na pozici defensivního či středního záložníka za anglický klub Chelsea FC a za ekvádorskou reprezentaci.

## Klubová kariéra

### Independiente del Valle
Caicedo nastoupil do mládežnické akademie Independiente del Valle v 15 letech a v roce 2019 se stal členem prvního týmu. V dresu Independiente debutoval 1. října 2019 při výhře 1:0 v ekvádorské Serii A nad LDU Quito. Na začátku roku 2020 se stal stabilním členem základní sestavy ekvádorského prvoligového klubu.
Dne 4. března 2020 debutoval Caicedo v Poháru osvoboditelů, a to když nastoupil na poslední půlhodinu utkání proti Barceloně SC. O osm dní později vstřelil svoji první branku v soutěži, a to při výhře 3:0 nad Atléticem Junior. 18. března pak gólem a asistencí přispěl k výhře 5:0 nad brazilským Flamengem. S Independiente se mu podařilo postoupit až do vyřazovací fáze turnaje, listopadové dvojutkání proti Nacionalu Montevideo však pro svalové zranění musel vynechat, a mohl tak jen přihlížet k vypadnutí Independiente po penaltovém rozstřelu.

### Brighton & Hove Albion
Dne 1. února 2021 přestoupil Caicedo za 5 milionů eur do anglického Brightonu & Hove Albion. Jarní část sezóny 2020/21 strávil Caicedo v rezervním týmu Brigtonu.
V A-týmu Brightonu debutoval 24. srpna v zápase druhého kola EFL Cupu na hřišti Cardiffu City, kde asistoval na první gól Andiho Zeqiriho, a pomohl tak k výhře 2:0.

#### Beerschot (hostování)
Dne 31. srpna 2021 odešel Caicedo na roční hostování do belgického Beerschotu. V dresu Beerschotu debutoval 18. září při prohře 1:2 s KV Oostende. Svůj první gól v lize vstřelil ve svém sedmém utkání, a to když v 90+2 minutě skóroval při výhře 2:0 nad Genkem. 12. ledna 2022 byl Caicedo z důvodu nedostatku středních záložníků v Brightonu povolán zpátky do anglického klubu. V Belgii odehrál 14 utkání, ve kterých vstřelil 2 branky.

#### Návrat do Brightonu
Poprvé po návratu nastoupil jako náhradník 5. února při venkovní prohře 3:1 na hřišti Tottenhamu Hotspur ve čtvrtém kole FA Cupu. Caicedo debutoval v Premier League 9. dubna, kdy nastoupil a asistoval u gólu Enocka Mwepua při výhře 2:1 nad Arsenalem. Svůj první gól za Albion vstřelil 7. května, kdy otevřel skóre zápasu s Manchesterem United (výhra 4:0). V dubnu se stal stabilním členem základní sestavy Brightonu.
Caicedo otevřel svůj gólový účet v sezóně 2022/23 v šestém zápase Brightonu v sezóně 4. září při domácím vítězství 5:2 nad Leicesterem City. Na konci ledna 2023 byl s Brightonem na průběžném šestém místě Premier League a o jeho služby se zajímal Arsenal, který byl na čele tabulky. Londýnský klub nabídl 60 milionů liber, s touto nabídkou však nepochodil a odmítnutí se nesetkalo s uspokojivou reakcí ze strany samotného fotbalisty, který požádal klub o přestup. Na konci sezóny získal Caicedo ocenění pro nejlepšího hráče sezóny podle hráčů i podle fanoušků Brightonu.
Dne 10. srpna 2023 se Liverpool dohodl s Brightonem na částce 111 milionů liber za Caiceda, což o den později potvrdil trenér Liverpoolu Jürgen Klopp. O dva dny později však Chelsea nabídla Brightonu 115 milionů liber a samotný hráč preferoval přestup do londýnského klubu.

### Chelsea
Caicedo přestoupil do Chelsea 14. srpna 2023 a podepsal osmiletou smlouvu s možností prodloužení o jeden rok.

## Reprezentační kariéra
Caicedo debutoval v ekvádorské reprezentaci 9. října 2020 v kvalifikaci na mistrovství světa 2022 při prohře 1:0 s Argentinou. Dne 13. října 2020 vstřelil na Estadio Rodrigo Paz Delgado úvodní gól při domácím vítězství 4:2 nad Uruguayí a stal tak prvním hráčem narozeným v 21. století, který skóroval v jihoamerické kvalifikaci mistrovství světa.
Dne 14. listopadu byl Caicedo povolán do týmu pro mistrovství světa ve fotbale 2022; na turnaji odehrál všechny tři zápasy základní skupiny. V posledním zápase skupiny proti Senegalu vstřelil Caicedo vyrovnávací gól, který by Ekvádor posunul do vyřazovací fáze turnaje. Kalidou Koulibaly však o tři minuty později vrátil Senegalu vedení a poslal do osmifinále africké mužstvo.

## Statistiky

### Klubové
K 29. lednu 2023
| Klub                    | Sezóna  | Liga               | Liga   | Liga | Národní pohár | Národní pohár | Ligový pohár | Ligový pohár | Kontinentální poháry | Kontinentální poháry | Celkem | Celkem |
| Klub                    | Sezóna  | Liga               | Zápasy | Góly | Zápasy        | Góly          | Zápasy       | Góly         | Zápasy               | Góly                 | Zápasy | Góly   |
| ----------------------- | ------- | ------------------ | ------ | ---- | ------------- | ------------- | ------------ | ------------ | -------------------- | -------------------- | ------ | ------ |
| Independiente del Valle | 2019    | Serie A            | 3      | 0    | 0             | 0             | —            | —            | —                    | —                    | 3      | 0      |
| Independiente del Valle | 2020    | Serie A            | 22     | 4    | 0             | 0             | —            | —            | 6                    | 2                    | 28     | 6      |
| Independiente del Valle | Celkem  | Celkem             | 25     | 4    | 0             | 0             | —            | —            | 6                    | 2                    | 31     | 6      |
| Brighton & Hove Albion  | 2020/21 | Premier League     | 0      | 0    | 0             | 0             | 0            | 0            | —                    | —                    | 0      | 0      |
| Brighton & Hove Albion  | 2021/22 | Premier League     | 8      | 1    | 1             | 0             | 1            | 0            | —                    | —                    | 10     | 1      |
| Brighton & Hove Albion  | 2022/23 | Premier League     | 18     | 1    | 1             | 0             | 2            | 0            | —                    | —                    | 21     | 1      |
| Brighton & Hove Albion  | Celkem  | Celkem             | 26     | 2    | 2             | 0             | 3            | 0            | 0                    | 0                    | 31     | 2      |
| Beerschot (host.)       | 2021/22 | Jupiler Pro League | 12     | 1    | 2             | 1             | —            | —            | —                    | —                    | 14     | 2      |
| Celkem                  | Celkem  | Celkem             | 63     | 7    | 4             | 1             | 3            | 0            | 6                    | 2                    | 76     | 10     |

### Reprezentační
K 29. lednu 2023
| Ekvádor | Ekvádor | Ekvádor |
| Rok     | Zápasy  | Góly    |
| ------- | ------- | ------- |
| 2020    | 4       | 1       |
| 2021    | 13      | 1       |
| 2022    | 11      | 1       |
| Celkem  | 28      | 3       |

##### Reprezentační góly
| Gól | Datum              | Místo                                            | Soupeř  | Skóre | Výsledek | Soutěž                                |
| --- | ------------------ | ------------------------------------------------ | ------- | ----- | -------- | ------------------------------------- |
| 1.  | 13 října 2020      | Estadio Rodrigo Paz Delgado, Quito, Ekvádor      | Uruguay | 1:0   | 4:2      | Kvalifikace na Mistrovství světa 2022 |
| 2.  | 16. listopadu 2021 | Estadio San Carlos de Apoquindo, Santiago, Chile | Chile   | 2:0   | 2:0      | Kvalifikace na Mistrovství světa 2022 |
| 3.  | 29. listopadu 2022 | Chalífův mezinárodní stadion, Al Raján, Katar    | Senegal | 1:1   | 1:2      | Mistrovství světa 2022                |